# Anthonij Ewoud Jan Bertling

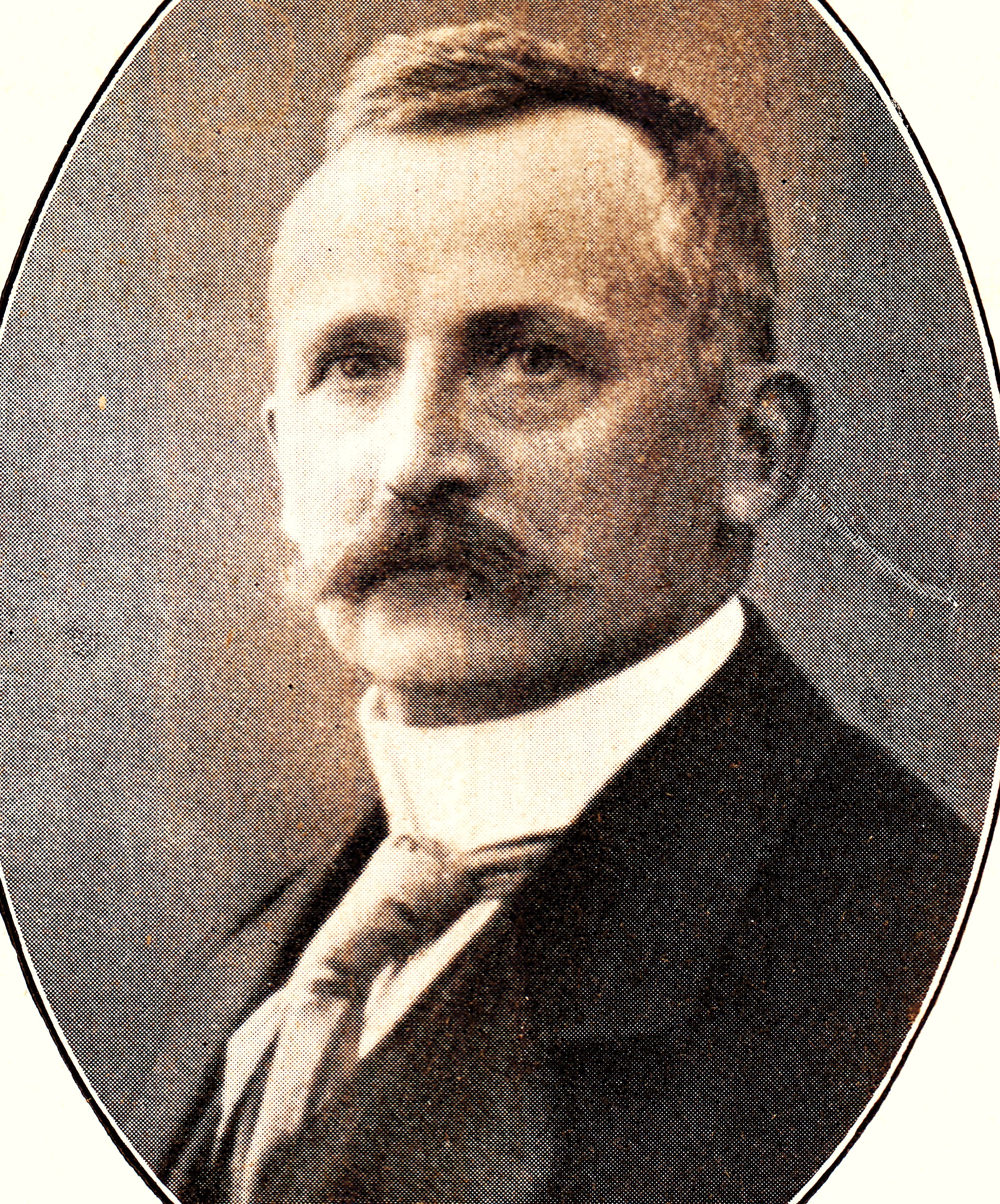
Anthonij Ewoud Jan Bertling

Anthonij Ewoud Jan Bertling (Assen, 13 december 1860 – Hilversum, 2 februari 1945) was een Nederlands politicus.
Bertling was een voormalige belastinginspecteur toen hij nogal verrassend minister van Financiën in het kabinet-Cort van der Linden werd. Er is gesuggereerd dat hij 'bij vergissing' minister was geworden, maar bewijzen zijn daar niet voor. De enige politieke functie die hij eerder had bekleed, was gemeenteraadslid in Leeuwarden. Bertling bracht in 1913 met minister Lely een wet tot stand waarbij de Posterijen, de Telegrafie en de Telefonie als Staatsbedrijf werden aangewezen.

Hij trad na een jaar af nadat de financiële problemen door het uitbreken van de Eerste Wereldoorlog hem boven het hoofd dreigden te groeien. Zijn gezaghebbende collega van het ministerie van Landbouw, Handel en Nijverheid, Treub, volgde hem toen op.